# Phobolosia mydronotum
Phobolosia mydronotum là một loài bướm đêm trong họ Erebidae.